# Meriania glazioviana
Meriania glazioviana är en tvåhjärtbladig växtart som beskrevs av Célestin Alfred Cogniaux. Meriania glazioviana ingår i släktet Meriania och familjen Melastomataceae. Inga underarter finns listade i Catalogue of Life.